# ولاية أيراي

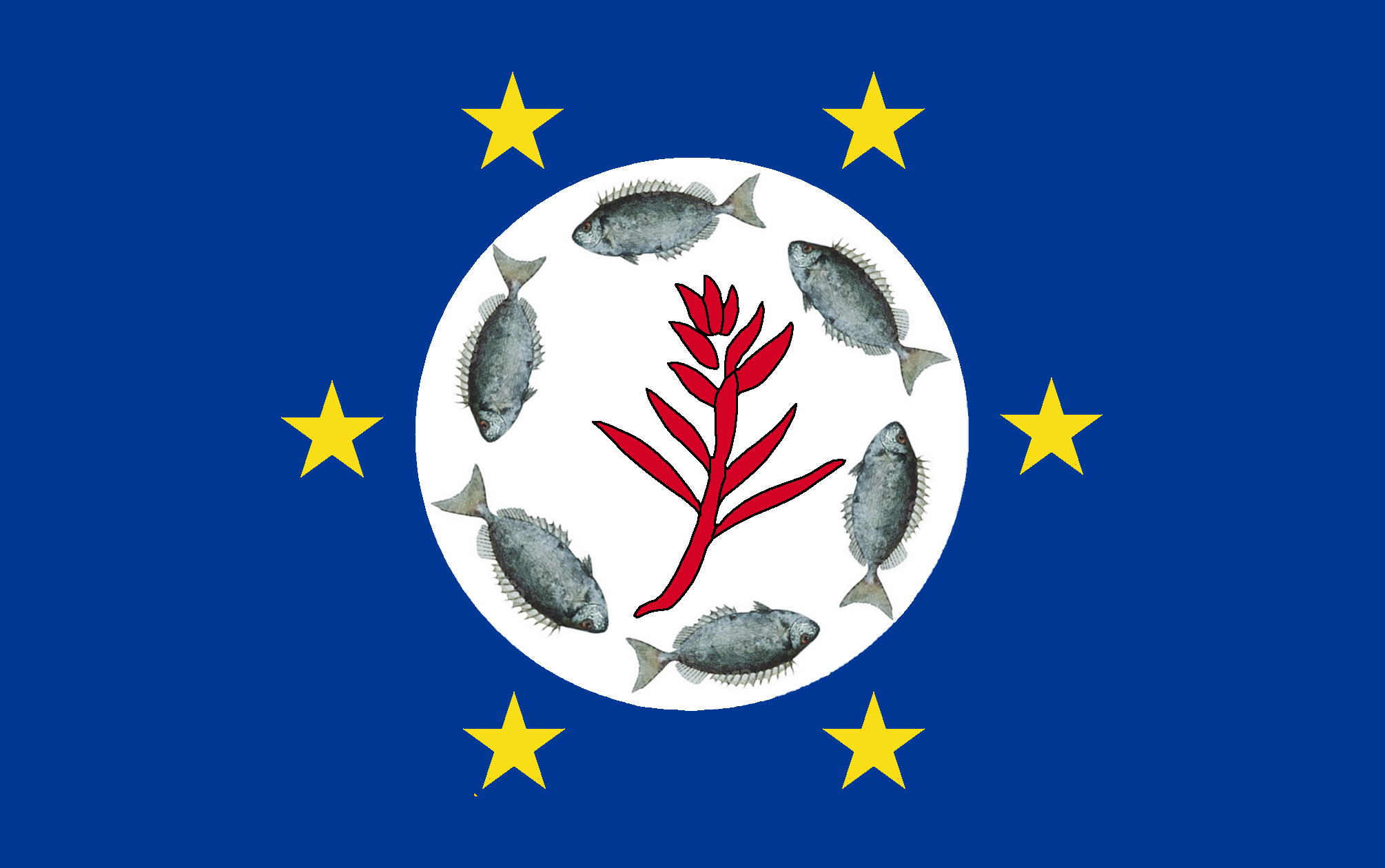
علم منطقة آيراي

آيراي (الواقعة على الساحل الجنوبي لجزيرة بابلدأوب)، هي ثاني أكبر ولاية في بالاو من حيث عدد السكان. تحتوي على المطار الرئيسي للبلاد (مطار ميتشيل رومان الدولي)، وترتبط بولاية كورور القريبة عن طريق جسر كورور- بابلداوب.
تبلغ مساحة الولاية 44 كم² (17 ميل²)، ومجموع السكان 2700 نسمة (احصاءات من عام 2004)، تعتبر ثاني أكبر سوق في البلاد.

## أعلام
- جونسون توريبيونج